# Isidore Censer
Isidore Censer (14 de febrer de 1898 - 23 de març de 1973) va ser un jugador d'escacs aficionat belga. Era comerciant de diamants de professió.

## Biografia
Isidore Censer va ser un dels principals jugadors d'escacs de Bèlgica a finals de la dècada de 1920 i principis de 1930. El 1923, a Brussel·les, va guanyar el torneig de la 1a copa d'escacs La Nation Belge. El 1930, Isidore Censer va participar al Torneig Internacional d'Escacs a Brussel·les. L'any 1931, va obtenir el 3r lloc al campionat belga d'escacs.
Isidore Censer va jugar representant Bèlgica a les Olimpíades d'escacs:
- El 1927, al segon tauler de la 1a Olimpíada d'escacs a Londres (+3, =3, -9),
- El 1928, al tercer tauler de la 2a Olimpíada d'escacs a La Haia (+4, =7, -5).